# Condado de Delaware (Ohio)
El condado de Delaware es uno de los 88 condados del Estado estadounidense de Ohio. La sede del condado y su mayor ciudad es Delaware. El condado posee un área de 1.181 km² (los cuales 35 km² están cubiertos por agua), la población de 142.503 habitantes, y la densidad de población es de 37 hab/km² (según censo nacional de 2000). Este condado fue fundado en 1808.